# Argyresthia
Argyresthia Hübner, 1825 is een geslacht van vlinders uit de familie pedaalmotten (Argyresthiidae).
De volgende soorten die bekend zijn uit Europa worden in dit geslacht geplaatst:
Ondergeslacht Argyresthia
- Argyresthia abdominalis Zeller 1839
- Argyresthia albistria Haworth 1828
- Argyresthia atlanticella Rebel 1940
- Argyresthia aurulentella Stainton 1849
- Argyresthia bonnetella Linnaeus 1758
- Argyresthia brockeella Hübner 1813
- Argyresthia conjugella Zeller 1839
- Argyresthia curvella Linnaeus 1761 (synoniem: Argyresthia cornella Fabricius 1775 )
- Argyresthia fundella Fischer von Röslerstamm 1835
- Argyresthia glaucinella Zeller 1839
- Argyresthia goedartella Linnaeus 1758
- Argyresthia hilfiella Rebel 1910
- Argyresthia huguenini Frey 1882
- Argyresthia ivella Haworth 1828
- Argyresthia kasyi Friese 1963
- Argyresthia marmorata Frey 1880
- Argyresthia minusculella Rebel 1940
- Argyresthia prenjella Rebel 1901
- Argyresthia pruniella Clerck 1759  Kersenpedaalmot
- Argyresthia pulchella Lienig & Zeller 1846
- Argyresthia pygmaeella Denis & Schiffermüller 1775
- Argyresthia retinella Zeller 1839
- Argyresthia semifusca Haworth 1828  (synoniem : Argyresthia spiniella Zeller 1839 )
- Argyresthia semitestacella Curtis 1833
- Argyresthia sorbiella Treitschke 1833
- Argyresthia spinosella Stainton 1849  (synoniem: Argyresthia mendica Haworth 1828 )
- Argyresthia submontana Frey 1871
- Argyresthia tarmanni Gibeaux 1993

Ondergeslacht Blastotere
- Argyresthia amiantella Zeller 1847
- Argyresthia arceuthina Zeller 1839
- Argyresthia bergiella Ratzeburg 1840
- Argyresthia buvati Gibeaux 1992
- Argyresthia chrysidella Peyerimhoff 1877
- Argyresthia cupressella Walsingham 1890
- Argyresthia dilectella Zeller 1847
- Argyresthia glabratella Zeller 1847
- Argyresthia illuminatella Zeller 1839
- Argyresthia impura Staudinger 1880
- Argyresthia laevigatella Heydenreich 1851
- Argyresthia perezi Vives 2001
- Argyresthia praecocella Zeller 1839
- Argyresthia reticulata Staudinger 1877
- Argyresthia tatrica Baraniak, Kulfan & Patocka 2003
- Argyresthia thuiella Packard 1871
- Argyresthia thuriferana Gibeaux 1992
- Argyresthia trifasciataStaudinger 1871 Cipresmineermot

## Overige soorten
- A. abies Freeman, 1972
- A. achillella Costa, 1836
- A. aerariella Stainton, 1871
- A. affinis Braun, 1940
- A. albicomella Moriuti, 1969
- A. alpha G. Friese & S. Moriuti, 1968
- A. alternatella Kearfott, 1908
- A. altissimella Chambers, 1877
- A. andereggiella Duponchel, 1838
- A. andrianella Gibeaux, 1983
- A. angusta S. Moriuti, 1969
- A. annettella Busck, 1907
- A. anthocephala Meyrick, 1936
- A. aphoristis Meyrick, 1938
- A. apicimaculella Chambers, 1874
- A. arceuthobiella Busck, 1917
- A. aureoargentella Brower, 1953
- A. aurivittella Wood, 1839
- A. austerella Zeller, 1873
- A. belangerella Chambers, 1875
- A. beta G. Friese & S. Moriuti, 1968
- A. biruptella Zeller, 1877
- A. bobyella Gibeaux, 1983
- A. bolliella Busck, 1907
- A. caesiella Treitschke, 1833
- A. calliphanes Meyrick, 1913
- A. canadensis Freeman, 1972
- A. carcinomatella Zeller, 1877
- A. certella Zeller, 1847
- A. columbia Freeman, 1972
- A. communana S. Moriuti, 1969
- A. conspersa Butler, 1883
- A. cyaneimarmorella Millière, 1854
- A. chalcocausta Meyrick, 1935
- A. chalcochrysa Meyrick, 1918
- A. chamaecypariae S. Moriuti, 1965
- A. chionochrysa Meyrick, 1931
- A. decimella Wocke, 1864
- A. deletella Zeller, 1873
- A. denudatella Zeller, 1847
- A. diffractella Zeller, 1877
- A. dislocata Meyrick
- A. divisella Dufrane, 1960
- A. dulcamarella Bruand, 1856
- A. dzieduszyckii Nowicki, 1860
- A. ephippella Fabricius, 1777
- A. eugeniella Busck, 1917
- A. fagetella Zeller, 1847
- A. festiva S. Moriuti, 1969
- A. flavicomans S. Moriuti, 1969
- A. flavipes Gibeaux, 1983
- A. flexilis Freeman, 1961
- A. franciscella Busck, 1915
- A. freyella Walsingham, 1890
- A. fujiyamae S. Moriuti, 1969
- A. furcatella Busck, 1917
- A. fuscilineella Bruand, 1850
- A. gephyritis Meyrick, 1938
- A. helvetica Heinemann, 1877
- A. icterias Meyrick, 1907
- A. idiograpta Meyrick, 1935
- A. inauratella Tengström, 1847
- A. inexpectella Gibeaux, 1983
- A. inscriptella Busck, 1907
- A. iopleura Meyrick, 1918
- A. italaviana Gibeaux, 1983
- A. juniperivorella Kuznetsov, 1958
- A. kuwayamella Matsumura, 1931
- A. lamiella Bradley, 1965
- A. laricella Kearfott, 1908
- A. leuconota Turner, 1913

- A. leuculias Meyrick
- A. libocedrella Busck, 1917
- A. liparodes Meyrick, 1914
- A. literella Haworth, 1828
- A. lustralis Meyrick, 1911
- A. maculosa Tengström, 1874
- A. magna S. Moriuti, 1969
- A. majorella Müller
- A. mariana Freeman, 1972
- A. media Braun, 1914
- A. melitaula Meyrick, 1918
- A. mesocausta Meyrick, 1913
- A. metallicolor S. Moriuti, 1969
- A. mirabiella Toll, 1948
- A. monochromella Busck, 1922
- A. montana Fissetchko, 1970
- A. montella Chambers, 1877
- A. mutuurai S. Moriuti, 1964
- A. nemorivaga S. Moriuti, 1969
- A. niphospora Meyrick, 1938
- A. nivifraga Diakonoff, 1955
- A. nymphocoma Meyrick, 1919
- A. ochridorsis Zeller, 1877
- A. oleaginella Standfuss, 1851
- A. oreadella Clemens, 1860
- A. ornatipennella S. Moriuti, 1974
- A. ossea Haworth, 1828
- A. pallidella Braun, 1918
- A. pedemontella Chambers, 1877
- A. pentanoma Meyrick, 1913
- A. perbella S. Moriuti, 1969
- A. percussella Zeller, 1877
- A. picea Freeman, 1972
- A. pilatella Braun, 1910
- A. plectrodes Meyrick, 1913
- A. plicipunctella Walsingham, 1890
- A. pretiosa Otto Staudinger, 1880
- A. psamminopa Meyrick, 1932
- A. pseudotsuga Freeman, 1972
- A. pumilella Gibeaux, 1983
- A. purella Chrétien, 1908
- A. purpurascentella Stainton, 1849
- A. pusiella Gibeaux, 1983
- A. quadristrigella Zeller, 1873
- A. quercicolella Chambers, 1877
- A. rara S. Moriuti, 1969
- A. resplenderella Gibeaux, 1983
- A. rileiella Busck, 1907
- A. ruidosa Braun, 1940
- A. sabinae S. Moriuti, 1965
- A. saporella Matsumura, 1931
- A. semifasciella Stephens, 1835
- A. semiflavella Christoph, 1882
- A. semipurpurella Stephens, 1835
- A. semitrunca Meyrick, 1907
- A. spiniella Zeller, 1847
- A. stilpnota Meyrick, 1913
- A. subreticulata Walsingham, 1882
- A. subrimosa Meyrick, 1932
- A. taiwanensis G. Friese & S. Moriuti, 1968
- A. tallasica Fissetchko, 1970
- A. tetrapodella Stephens, 1835
- A. thoracella Busck, 1907
- A. trifasciae Braun, 1910
- A. triplicata Meyrick, 1914
- A. trochaula Meyrick, 1938
- A. tsuga Freeman, 1972
- A. tutuzicolella S. Moriuti, 1969
- A. undulatella Chambers, 1874
- A. uniformella Dufrane, 1960
- A. visaliella Chambers, 1875
- A. walsinghamella Millière, 1880